# Formica rostrata
Formica rostrata é uma espécie de formiga do gênero Formica, pertencente à subfamília Formicinae.